# The Love of Penelope
The Love of Penelope è un cortometraggio muto del 1913 diretto da Francis J. Grandon.

## Trama
Una ragazza rimasta paralizzata dopo un incidente viene lasciata dal fidanzato che si dimostra egoista e insensibile.

## Produzione
Il film fu prodotto dalla Selig Polyscope Company.

## Distribuzione
Distribuito dalla General Film Company, il film - un cortometraggio in una bobina - uscì nelle sale statunitensi il 13 ottobre 1913.